# Посет (залив)
Заливът Посет (на руски: Залив Посьета) е залив в западната част на големия залив Петър Велики, в северната част на Японско море, край бреговете на Приморски край в Русия. Дължина 50 km и ширина на входа (между нос Бабкин на полуостров Гамов и устието на река Тумъндзян 50 km, дълбочина 17 – 25 m. Бреговете му са силно разчленени и образуват по-малки вътрешни заливи – Експедиция, Новгородски, Рейд „Палада“, Китов. Между последните два навътре в залива се вдава полуостров Крабе. Приливите са неправилни, полуденонощни с височина под 0,5 m. Зимата замръзва. По бреговете му са разположени множество населени места, в т.ч. селищата от градски тип Краскино, Посет и Зарубино.
За първи път заливът е открит и описан през 1852 г. от екипажа на френската корвета „Каприз“. Наречен е Д’Анвил на името на големия френски картограф Жан Д’Анвил. Част от бреговете на залива, няколко острова в него и няколко по-малки залива са открити и първично заснети през 1854 г. от руския мореплавател Иван Унковски, а пълното топографско заснемане и картиране на бреговете му и островите в него е извършено от 1860 до 1863 г. от руския морски топограф Василий Бабкин. Наименуван е в чест на видния руски флотски деятел Константин Николаевич Посет (1819 – 1889). От началото на юли до края на септември по бреговете му отсядат да летуват много жители на Приморския край. Тук се намира и единствената мидена плантация в Русия.

## Топографска карта
- Лист от карта K-52-XI. Мащаб: 1 : 200 000. Указать дату выпуска/состояния местности.
- Лист от карта K-52-XVII. Мащаб: 1 : 200 000. Указать дату выпуска/состояния местности.
- Лист от карта K-52-XVIII. Мащаб: 1 : 200 000. Указать дату выпуска/состояния местности.